# Lambi (Agios Vasilios)
Lambi (griechisch Λάμπη (f. sg.)) ist einer der beiden Gemeindebezirke der Gemeinde Agios Vasilios im Süden Kretas. Zwischen 1997 und 2010 bestand es als selbständige Gemeinde in der Präfektur Rethymno. Der ehemalige Verwaltungssitz Spili hatte 2011 624 Einwohner.

## Geografie

### Geografische Lage
Lambi liegt an der Südküste Kretas am Libyschen Meer. Sie war die südöstlichste Gemeinde der Präfektur Rethymno und grenzt im Osten an den Regionalbezirk Iraklio.
Das Gemeindegebiet wird im Norden vom Berg Soros (1186 m) und vom Kedros-Massiv (1776 m) begrenzt. Südlich an der Küste liegen das Asideroto-Massiv (1136 m) und der Berg Vouvala (947 m). Die meisten Ortschaften der Gemeinde befinden sich an westöstlich verlaufenden Flusstälern (Kissamos, Akoumianos) zwischen den Gebirgszügen. Östlich liegt nahe am Ausgang des Tals des Flusses Platis der Ferienort Agia Galini. Weiter westlich liegen die Badeorte Agios Georgios und Agios Pavlos. Zum Gemeindegebiet gehören außerdem die unbewohnten Paximadia-Inseln in der Bucht von Messara.

### Nachbargemeinden
Lambi grenzt (im Uhrzeigersinn, beginnend im Westen) an den Gemeindebezirk Finikas, an Rethymno, Amari sowie den Gemeindebezirk Tymbaki in der Gemeinde Festos.

### Gliederung
Zur Gliederung siehe Agios Vasilios#Gemeindegliederung.